# مقاطعة وارين (ميزوري)
مقاطعة وارين (بالإنجليزية: Warren County, Missouri)‏ هي إحدى مقاطعات ولاية ميزوري في الولايات المتحدة. تأسست سنة 1833، بلغ عدد سكانها 32513 نسمة في عام 2010 حسب إحصاء مكتب تعداد الولايات المتحدة وتصل الكثافة السكانية فيها 27.9 نسمة/كم2.

## أعلام
- إدوارد هنري فينتر
- ليونيداس ك. داير

## وصلات خارجية
- www.warrencountymo.org
- United States Counties